# Федорівка (Харківський район)
Фе́дорівка —  село в Україні, у Нововодолазькій громаді Харківського району Харківської області. Населення становить 397 осіб. Колишній (до 2017) орган місцевого самоврядування — Знам'янська сільська рада.

## Географія
Село Федорівка знаходиться на березі річки Мжа (в основному на правому березі), в місці впадання в неї річки Івани. Вище за течією примикає село Круглянка, нижче за течією на відстані 4 км - село Стара Водолага. Поруч проходить автомобільна дорога Т 1901. До села примикає кілька лісових масивів (дуб, сосна).

## Історія
12 червня 2020 року, розпорядженням Кабінету Міністрів України № 725-р «Про визначення адміністративних центрів та затвердження територій територіальних громад Харківської області», увійшло до складу Нововодолазької селищної громади.
19 липня 2020 року, в результаті адміністративно-територіальної реформи та ліквідації Нововодолазького району, село увійшло до складу новоутвореного Харківського району.

## Економіка
- Молочно-товарна ферма.
- Акціонерне товариство «ФЕДОРІВКА».

## Об'єкти соціальної сфери
- Будинок культури.
- Фельдшерсько-акушерський пункт.